# آبیکو آینوسون
آبیکو آینوسون (انگلیسی: Abeiku Ainooson؛ زادهٔ ۲۴ سپتامبر ۱۹۹۲) بازیکن فوتبال اهل غنا است.
از باشگاه‌هایی که در آن بازی کرده است می‌توان به باشگاه فوتبال الهلال ام‌درمان اشاره کرد.
وی همچنین در تیم ملی فوتبال غنا بازی کرده است.